# Thank You Girl
Singles de The Beatles
Please Please Me/Ask Me Why
(1963) She Loves You/I'll Get You
(1963)
Pistes de Past Masters
From Me to You She Loves You
Pistes de The Beatles' Second Album
Roll Over Beethoven You Really Got a Hold on Me
Thank You Girl est une chanson des Beatles, parue en face B de leur troisième single, From Me to You. Il s'agit d'une chanson un temps envisagée comme face A et destinée à remercier les nombreuses fans du groupe. 
Les deux chansons du single sont enregistrées le 5 mars 1963, mais des overdubs d'harmonica sont réalisées le 13 mars. Le single sort le 11 avril et se classe en tête des charts. Il s'agit du premier numéro un indiscutable du groupe, le statut de Please Please Me étant plus ambigu. 

## Genèse et composition
John Lennon et Paul McCartney écrivent cette chanson, initialement intitulée Thank You, Little Girl, en hommage à leurs nombreuses admiratrices. McCartney explique à ce sujet : « Nous savions que si nous avions écrit une chanson appelée « Merci jeune fille », une grande partie des filles qui nous écrivaient l'auraient pris pour un véritable merci. Donc beaucoup de nos chansons étaient directement adressées aux fans. »
D'après Lennon, McCartney et lui ont d'abord écrit cette chanson dans l'intention d'en faire un single : « Thank You Girl fut une des fois où nous avons essayé d'écrire un single sans y parvenir. Donc elle est devenue une face B ou une piste d'album. » Lennon était cependant assez fier de la chanson, avant de la considérer comme étant sans prétention.
La composition de From Me to You remet en effet en question la suprématie de Thank You Girl. Afin de déterminer quelle est la meilleure chanson des deux, le duo d'auteurs demande à Helen Shapiro, qu'ils accompagnaient alors en tournée, laquelle elle juge la plus adaptée comme face A. Celle-ci choisit From Me to You, ce qui correspond au choix préalable de Lennon et McCartney.

## Enregistrement
Thank You Girl est enregistrée le 5 mars 1963 dans l'après-midi aux studios EMI de Londres, en même temps que l'autre face du single, From Me to You. 6 premières prises sont réalisées, auxquelles succèdent sept essais pour la fin de la chanson. Les prises retenues sont finalement la sixième et la treizième pour la fin.
Cette session studio est également marquée par la première apparition de deux chansons signées Lennon/McCartney envisagées comme single. Elles ne sont finalement publiées que bien plus tard dans la carrière des Beatles : What Goes On paraît  en 1965 sur Rubber Soul et The One After 909 paraît en 1970 sur Let It Be. Bien qu'il y ait eu des répétitions pour les deux chansons, seule The One After 909 est enregistrée, et le résultat est jugé trop peu satisfaisant pour une publication.
Le 13 mars, John Lennon, qui souffre pourtant d'un gros rhume qui l'empêche de finir les concerts, vient en studio enregistrer ses parties d'harmonica. Les mixages sont réalisés dans la foulée par George Martin, Norman Smith et Geoff Emerick.

### Interprètes
- John Lennon : chant, guitare rythmique, harmonica
- Paul McCartney : chant, guitare basse
- George Harrison : guitare solo
- Ringo Starr : batterie

### Équipe de production
- George Martin : producteur
- Norman Smith : ingénieur du son
- Richard Langham : ingénieur du son
- Geoff Emerick : ingénieur du son

## Parution et reprises
Le single From Me to You/Thank You Girl sort au Royaume-Uni le 11 avril 1963, les dernières chansons à être créditées « McCartney/Lennon ». Il s'agit du premier no 1 unanime du groupe. Selon les classements, en effet, il n'est pas certain que Please Please Me ait atteint la tête des charts. Dans tous les cas, From Me to You ouvre au Royaume-Uni une longue série de succès.
Aux États-Unis, le label Vee Jay tente de sortir le single, mais le succès n'est pas au rendez-vous. Cette chanson apparaîtra sur le disque de Capitol Records The Beatles' Second Album mais curieusement, la face A, From Me to You, sera omise et n'apparaîtra sur un 33 tours qu'en 1973 sur le disque The Beatles 1962–1966. Ces deux chansons se retrouvent maintenant sur l'album Past Masters qui réunit toutes les faces A et B des 45 tours du groupe.
Enregistrée trois fois dans les studios de la BBC, la version devant public du 19 juin 1963, diffusée le 23 juin à l'émission Easy Beat (en), se retrouve sur Live at the BBC .
Cette chanson est l'une des moins reprises du groupe. Les Merseyboys, spécialisé dans les reprises des Beatles, l'ont chantée en 1964. Les Smithereens l'ont également interprétée sur leur album reprenant les faces B des Fabs four.